# Odesza
Odesza (estilizado como ODESZA) es un dúo estadounidense de música electrónica originario de Seattle, Washington, compuesto por Harrison Mills y Clayton Knight. El grupo se formó en el año 2012 poco antes de que Mills y Knight se graduaran de la Universidad de Washington del Oeste.
Su álbum debut, Summer's Gone, se publicó en 2012 y recibió muchos elogios por parte de la comunidad de música electrónica independiente. Odesza siguió a Summer's Gone con su primer EP, My Friends Never Die, en 2013 y con su segundo álbum de estudio, In Return, en 2014. El dúo publicó una edición de lujo de In Return el 18 de septiembre de 2015 a través de la discográfica Counter Records, una versión extendida del álbum original que incluía tres grabaciones en vivo, una sección de instrumentales y un nuevo tema llamado «Light», que contaba con la participación de Little Dragon. El 7 de diciembre de 2015, la remezcla por RAC del tema «Say My Name» de Odesza fue nominada en la categoría de mejor grabación remezclada, no clásica de los premios Grammy de 2016. El tercer álbum de estudio del dúo, A Moment Apart, se publicó el 8 de septiembre de 2017. El 28 de noviembre de ese año, A Moment Apart fue nominado en la categoría de mejor álbum de dance/electrónica y su sencillo «Line of Sight» en la de mejor grabación dance  de los premios Grammy de 2018.

## Historia

### Primeros años
Harrison Mills y Clayton Knight se conocieron durante su primer año asistiendo a la Universidad de Washington del Oeste. Sin embargo, no compartían intereses educativos, ya que Knight estudió física y matemáticas mientras que Mills estudió diseño gráfico. Los dos no comenzaron a colaborar musicalmente hasta su último año de estudios en 2012. Knight había recibido entrenamiento clásico de piano cuando era niño y más tarde había aprendido a tocar la guitarra.
El nombre de la banda proviene de una embarcación llamada Odessa que se hundió y de la que solo el tío de Mills y otro tripulante habían sobrevivido. Debido a que la escritura «Odessa» ya la usaba una banda popular de hard rock del Reino Unido, decidieron reemplazar la «ss» con «sz» y así nació Odesza. Además, individualmente Mills usa el seudónimo de Catacombkid y Knight el de Beaches Beaches.

### 2012–2014:Summer's Gone,My Friends Never Die EPyIn Return
El dúo publicó su álbum debut, Summer's Gone, el 5 de septiembre de 2012. El 9 de noviembre, Odesza se presentó en concierto por primera vez, haciendo de teloneros de Teen Daze y Beat Connection en Bellingham, Washington. A fines de 2013, Odesza hizo de telonero para Pretty Lights en su tour Analog Future. El 9 de septiembre de 2014 el dúo publicó su segundo álbum de estudio, In Return, y para noviembre el tour promocionando el disco por Norteamérica ya tenía las entradas de 33 recitales agotadas. La primera actuación en un festival se dio en el Sasquatch! Music Festival en George, Washington, seguida por participaciones en más de 20 festivales, incluidos Coachella, SXSW, Hangout Festival, Lightning in a Bottle, Governor's Ball Music Festival, Bonnaroo Music Festival, Firefly Music Festival, Free Press Summer Fest, y Lollapalooza.

### 2015–2016: Foreign Family Collective y tour
En marzo de 2015, Odesza lanzó Foreign Family Collective, un medio de difusión tanto para músicos como para artistas visuales, que tiene como objetivo brindar mayor exposición a nuevos artistas. Hasta noviembre de 2016, por allí se habían publicado 39 sencillos musicales. 
Siguiendo a su tour de In Return con entradas agotadas, el dúo publicó el video de «It's Only» el 18 de enero de 2016.

### 2017:A Moment Apart
El 25 de abril de 2017, Odesza publicó dos sencillos digitales, «Late Night» y «Line of Sight». El 12 de junio publicó otros dos sencillos adicionales, «Meridian» y «Corners of the Earth», y anunció que el 8 de septiembre sería el lanzamiento oficial de su tercer álbum de estudio, A Moment Apart. Un sencillo más, «Higher Ground», se publicó luego de que fuera filtrado en línea. Después de la publicación del disco, el dúo anunció un tour mundial con fechas en Australia, Europa y América del Norte.

## Discografía

### Álbumes de estudio
| Título         | Detalles de álbum       | Detalles de álbum | Detalles de álbum                                 | Posición más alta | Posición más alta | Posición más alta |
| Título         | Publicación             | Discográfica      | Formato                                           | US                | US Dance          | AUS               |
| -------------- | ----------------------- | ----------------- | ------------------------------------------------- | ----------------- | ----------------- | ----------------- |
| Summer's Gone  | 2 de septiembre de 2012 | Autopublicación   | Descarga musical                                  | —                 | —                 | —                 |
| In Return      | 9 de septiembre de 2014 | Counter Records   | Disco compacto, disco de vinilo, descarga musical | 42                | 1                 | —                 |
| A Moment Apart | 8 de septiembre de 2017 | Counter Records   | Disco compacto, disco de vinilo, descarga musical | 3                 | 1                 | 13                |

### Extended plays
| Año  | Detalles de extended play (EP)                             |  |
| Año  | Detalles                                                   |  |
| ---- | ---------------------------------------------------------- |  |
| 2013 | My Friends Never Die - Publicado: 17 de septiembre de 2013 |  |

### Sencillos
| Año  | Título                                   | Posición más alta | Posición más alta | Álbum                       |
| Año  | Título                                   | US Alt.           | US Dance          | Álbum                       |
| ---- | ---------------------------------------- | ----------------- | ----------------- | --------------------------- |
| 2015 | «Sun Models» (con Madelyn Grant)         | —                 | 40                | In Return                   |
| 2015 | «Say My Name» (con Zyra)                 | —                 | 16                | In Return                   |
| 2015 | «All We Need» (con Shy Girls)            | —                 | 29                | In Return                   |
| 2015 | «Light» (con Little Dragon)              | —                 | —                 | In Return (edición de lujo) |
| 2016 | «It's Only» (con Zyra)                   | —                 | —                 | In Return                   |
| 2017 | «Line of Sight» (con Wynne y Mansionair) | 28                | 23                | A Moment Apart              |
| 2017 | «Late Night»                             | —                 | 31                | A Moment Apart              |
| 2017 | «Meridian»                               | —                 | 31                | A Moment Apart              |
| 2017 | «Corners of the Earth» (con RY X)        | —                 | —                 | A Moment Apart              |
| 2017 | «Higher Ground» (con Naomi Wild)         | —                 | 25                | A Moment Apart              |